# Melichrus
Melichrus es un género  de plantas fanerógamas perteneciente a la familia Ericaceae.

## Taxonomía
El género  fue descrito por Robert Brown y publicado en Prodromus Florae Novae Hollandiae 539. 1810. La especie tipo es:  Melichrus rotatus

## Especies
- Melichrus adpressus
- Melichrus erubescens
- Melichrus medius
- Melichrus procumbens
- Melichrus rotatus
- Melichrus squarrosus
- Melichrus urceolatus